# 八並達雄

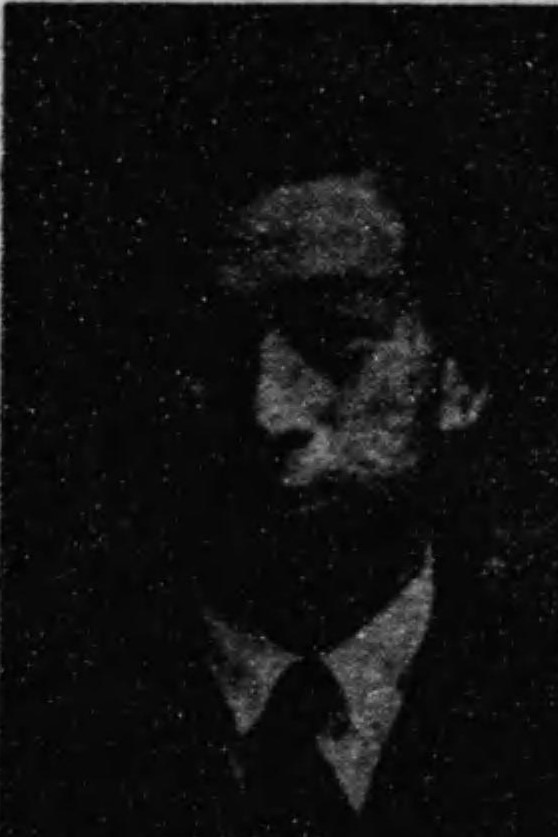
八並達雄

八並 達雄（やつなみ たつお、1901年（明治34年）11月4日 - 1981年（昭和56年）6月5日）は、日本の裁判官、弁護士、政治家。衆議院議員。

## 経歴
大分県出身。1925年（大正14年）東京帝国大学法学部法律学科（独法）を卒業した。
東京地方裁判所兼同区裁判所判事、横浜地方裁判所兼同区裁判所判事、前橋地方裁判所兼同区裁判所判事、東京刑事地方裁判所判事、東京民事地方裁判所判事、東京控訴院判事、横浜地裁部長、東京控訴院部長などを務めた。その後、弁護士となる。
1947年（昭和22年）4月、第23回衆議院議員総選挙で東京都第7区から民主党所属で出馬して当選し、衆議院議員を1期務めた。
1981年6月、急性心不全により東京都品川区上大崎の自宅で死去した。